# India Cooke
India Cooke (* im 20. Jahrhundert) ist eine US-amerikanische Geigerin.

## Leben und Wirken
Cookes Repertoire reicht von der Improvisationsmusik über den Jazz bis zur klassischen Musik. Sie spielte in Sinfonie- und Opernorchestern und Kammerensembles der San Francisco Bay Area und bei Broadwayshows. Unter anderem trat sie mit Joe Williams und dem Louie Bellson Orchestra, Sarah Vaughn, Ray Charles, Tony Bennett, Frank Sinatra, K. D. Lang, Pharoah Sanders, Peter Kowald, Cecil Taylor,  George Lewis und Amiri Baraka auf. Zwischen 1990 und 1995 gehörte sie dem Sun Ra Arkestra an (Live at the Hackney Empire), dann dem Masaoka Orchestra.
Cookes Debütalbum Redhanded (Music & Arts 1996) wurde 1997 für einen Grammy nominiert. Mit Pauline Oliveros und Karolyn van Putten bildete sie das Circle Trio, das das Album Live at the Meridian (2000) vorlegte. Als Liveaufnahme vom Guelph Jazz Festival erschien 2005 ihr Album Firedance mit Joëlle Léandre. 2010 nahm sie mit Joëlle Léandre das Album Journey auf. Sie ist auch auf Alben von Narada Michael Walden, George Sams, Ray Collins und Lisle Ellis zu hören.
An der San Francisco School of the Arts war Cooke Artist in Residence. Sie gibt privaten Unterricht und unterrichtet am San Francisco Community Music Center und am Mills College und ist u. a. Mitglied der Music Teachers National Association und der American String Teachers Association.